# Niels Holm-Nielsen
Niels Holm-Nielsen er embedslæge i Nordjylland.
Han er formand for Embedslægeforeningen.
I sin egenskab af embedslæge har han blandt andet været involveret i sagen om Jens Arne Ørskov Mathiasens død, den såkaldte Løgstørsag.
I Allan Høyers dokumentarfilmen Filmfaderen om Nils Malmros' optagelse af spillefilmen Kærestesorger trådte Holm-Nielsen frem som den "rival" der havde inspireret Malmros til Toke-figuren i Kærestesorger og Helge-figuren i Kundskabens træ.

## Henvisning
1. ↑  "Embedslægeforeningens bestyrelse". Arkiveret fra originalen 4. marts 2016. Hentet 25. december 2010.
2. ↑  Tino Pedersen og Lars Teilmann (14. juni 2006). "Statsadvokat afviser kritik i Jens Arne-sag". Nordjyske.dk.

|  | Artiklen om Niels Holm-Nielsen kan blive bedre, hvis der indsættes et (bedre) billede Du kan hjælpe ved at afsøge Wikimedia Commons for et passende billede eller uploade et godt billede til Wikimedia Commons iht. de tilladte licenser og indsætte det i artiklen. |